# Juana II de Navarra
Juana II de Navarra, también conocida a veces como Juana de Francia, (Conflans, Francia, 28 de enero de 1311-ibid., 6 de octubre de 1349) fue reina titular de Navarra entre 1328 y 1349 y condesa consorte de Evreux. Era hija de Luis I de Navarra, X de Francia y Margarita de Borgoña. En Francia no había reinado hasta entonces ninguna mujer. Sus derechos reales sobre el trono de Francia nunca fueron reconocidos por sus tíos a diferencia de lo ocurrido en Navarra donde fue coronada, junto a su marido Felipe III de Navarra, el 5 de marzo de 1329.

Armas de los monarcas de Navarra (1328-1425)

## Primeros años de vida (1311-1328)
Juana nació en el castillo de Conflans, Francia, el 28 de enero de 1311, hija del rey Luis I de Navarra y X de Francia, llamado el Hutín, y de su primera esposa, Margarita de Borgoña, que pocos años después de nacer Juana se vería implicada en el escándalo de la Torre de Nesle que serviría como argumento político usado con Juana al sembrar dudas sobre si era hija legítima de Luis. 
Cuando nació Juana, su padre ya había heredado, tras la muerte de su abuela Juana I de Navarra (1305), en cuyo honor llevaba su nombre, el título y trono de Navarra. Pero también del condado de Champaña y Bría, al ser Juana I la última condesa y legar el derecho a Luis. Luis viajó una única vez a Navarra, en 1307, para ser coronado como Luis I de Navarra en la catedral de Pamplona y recibir el juramento de las buenas villas del reino y las Cortes.
En Francia aún reinaba su abuelo, Felipe IV que, a comienzos de 1314, hizo encarcelar a sus tres nueras a Margarita y Blanca por adulterio, así como a Juana por encubridora aunque finalmente será absuelta. Las detenciones se produjeron como consecuencia de la denuncia de su hija Isabel, reina consorte de Inglaterra, según un cronista, porque habrían sido sorprendidas cometiendo adulterio con dos jóvenes caballeros, Felipe y Gualterio de Aunay (conocido como escándalo de la torre de Nesle). También a comienzos de ese año, acabó con la Orden del Temple y condenó a la hoguera a su último gran maestre, Jacques de Molay (1314). Pocos meses después falleció también el rey francés (29 de noviembre).
Su madre, encarcelada desde el escándalo, falleció al año siguiente (abril de 1315). A la muerte de su madre, su padre se volvió a casar, con Clemencia de Hungría, que estaba encinta cuando falleció su padre (5 de junio de 1316). En noviembre nació su medio hermano Juan I, llamado el Póstumo, aunque falleció a los pocos días (15-20 de noviembre). 
Juana, huérfana de padre y madre, bajo la tutela de su tío, el duque Eudes IV de Borgoña, había sido apartada de la sucesión de todos los dominios de su padre (ambos reinos, incluidos) en favor de su tío Felipe V de Francia, que asumió ambas coronas. La situación provocada por su edad (tenía cinco años), y las dudas sembradas para entonces sobre su legitimidad, debido al adulterio cometido por su madre, actuaron en su contra a finales de 1316. El ascenso al trono de Felipe V fue ratificado en los Estados Generales de París de febrero de 1317.
En 1316-17 Juana, aún desposeída de las coronas, seguía siendo un personaje notable dentro de la corte francesa. Ella mismo, a menudo y posteriormente, recordará esta alta condición real en las intitulaciones documentales: «Fija del muyt alto e poderoso princep de clara memoria don Loys, por la gratia de Dios rey de Francia e de Navarra, e hermana de don Johan que fue rey de Francia e de Navarra e fijo del dito rey don Loys». Por esta razón su tutor buscó candidatos adecuados, a la mayor brevedad, para fortalecer su posición. Fue comprometida, y casada, con Felipe de Evreux, primo hermano de su padre e hijo del conde Luis de Evreux. Tenían respectivamente 7 y 17 años. Felipe heredó en 1319 el condado de Evreux.
Dada su edad, Juana, antes de la boda pero con los compromisos matrimoniales ya firmados, fue puesta inicialmente bajo la tutela de su bisabuela, María de Brabante que era, al mismo tiempo, abuela de su marido Luis. Poco después sería el conde Luis de Evreux quien asumió esta tutela. Tras obtener la dispensa papal dados los lazos familiares de la pareja así como la edad de la novia, se formalizaron los esponsales el 18 de junio de 1318. Sin embargo, sería necesario esperar hasta la edad núbil (1324) para consumar el matrimonio. La importancia de este matrimonio como garantía de estabilidad dinástica para los nuevos monarcas era muy alta ya que «la práctica totalidad de la alta nobleza francesa se había abstenido inicialmente de aprobar la coronación del rey» por lo que una boda de Juana con otro «miembro de esta aristocracia podía darle alas reivindicativas en futuros tiempos de dificultad para la Corona.»
El conde falleció al año siguiente (1319) pasando automáticamente los novios a titularse condes de Evreux. Aunque su tío Eudes había renunciado en su nombre a los condados de Champaña y Bría, esta renuncia, dada la calidad de tales dominios, será durante mucho tiempo después, objeto de disputa y querella tanto de Juana como de su futuro hijo Carlos II.
Cuando muere en 1322 Felipe V de Francia y II de Navarra, le sucede otro hermano, tío también de Juana, coronado como Carlos I de Navarra y IV de Francia. La muerte de Carlos el 1 de febrero de 1328 volvía a poner en cuestión las sucesiones en las coronas de Francia y de Navarra. La tercera mujer de Carlos, Juana de Evreux, cuñada de Juana, estaba encinta. Cuando dio a luz el 1 de abril otra niña se sumaba a la lista de candidatos aunque relegada de los primeros puestos.

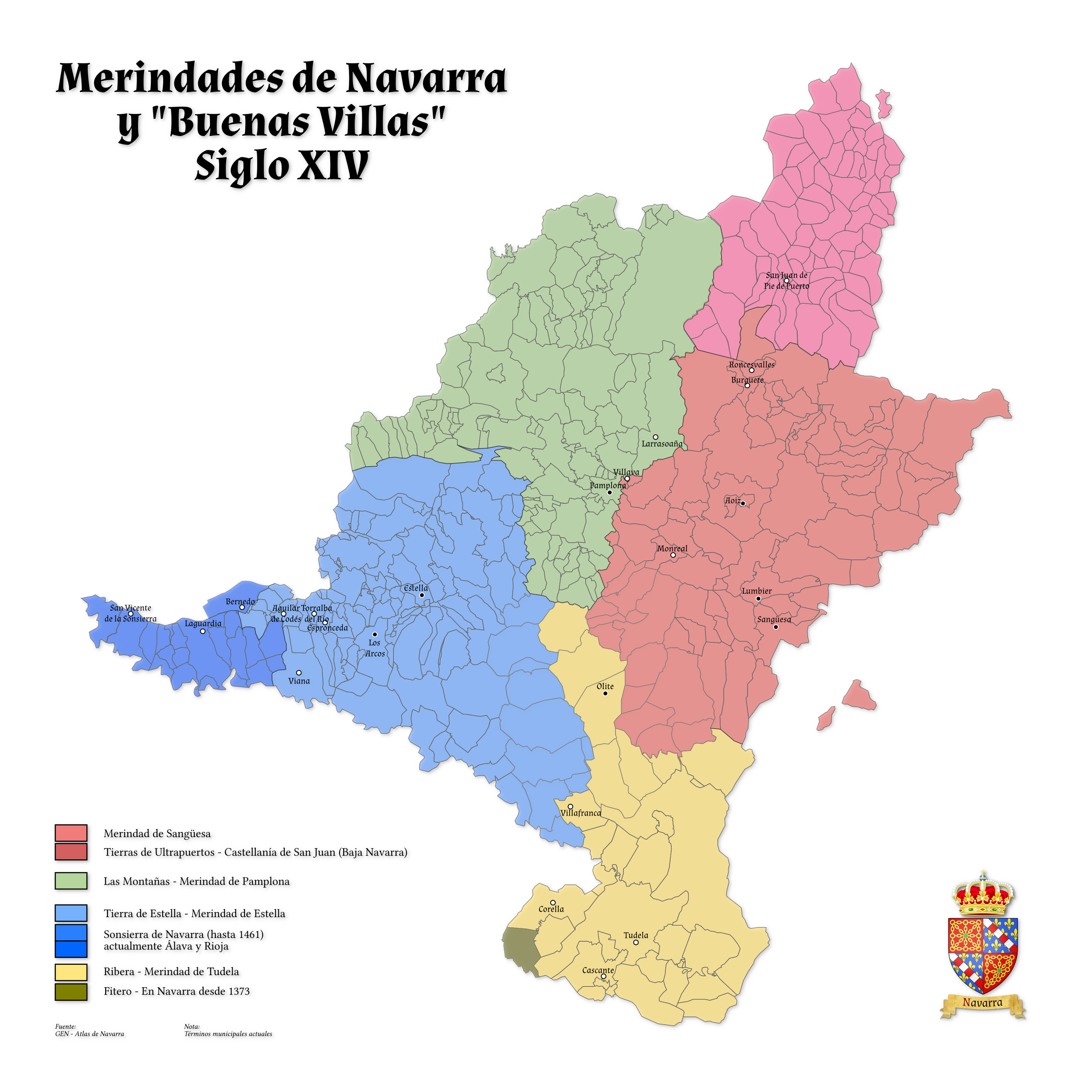
Evolución del mapa de Navarra hacia mediados del. La Merindad de Olite no se había creado aún. Fitero no se incorpora definitivamente a Navarra hasta 1373.

## Ascenso al trono de Navarra (1328)
En Navarra la situación fue aprovechada para desligarse de la Corona francesa. En marzo de 1328 caballeros y representantes de las villas acordaron en Puente la Reina no actuar por separado en la sucesión del reino. Además destituyeron al gobernador del rey Carlos I, Pedro Ramón de Rabastens y nombraron dos regentes: Juan Corbarán de Lehet y Juan Martínez de Medrano; y acordaron llamar a Juana, hija de Luis X, y a su marido Felipe de Évreux para ser reconocidos y jurados como reyes de Navarra. El reconocimiento como regente a Felipe se condición por parte de las Cortes de Navarra al compromiso adquirido por Felipe de cederlo a su primogénito al cumplir los 21 años.
Por otro lado el Gran Consejo de Saint-Germain-en-Laye presidido por Felipe VI de Francia, ya coronado rey, acordó reconocer los derechos de Juana y Felipe al trono navarro. En Navarra, ante esto, los regentes convocaron las Cortes para el 1 de mayo en las que se abordó el reconocimiento como reyes tanto a Juana como Felipe, y se les emplazaba a presentarse en el reino para ser coronación y juramento. En julio la pareja llegó a un acuerdo con Felipe VI por el cual les reconocía como reyes de Navarra a cambio de su renuncia definitiva al trono de Francia, además de los condados de Champaña y Brie, recibiendo a cambio los de Angulema, Mortain y Longueville. Finalmente, en febrero de 1329 entraron en Navarra, tomaron jurisdicción del reino y juraron en Pamplona el 5 de marzo, convirtiéndose así en Juana II y Felipe III.

## Características del reinado
Juana y Felipe, con numerosas posesiones en Francia, abandonaron Navarra a los tres meses de ser jurados como reyes, y Felipe, llamado el Noble, sólo regresó en 1343 para ponerse al frente de las tropas navarras que debían participar en la cruzada contra Algeciras en la que perdió la vida. Su gobierno, ejercido desde Francia, a través de lugartenientes franceses como Enrique de Sully, botellero de Francia, y o como Felipe de Melún, canciller de Navarray arcediano de Reims, junto al señor de Archiac, Aymar, destacó por:
- el Amejoramiento del Fuero General Navarro (1330), añadiendo treinta y cuatro capítulos con preceptos legales para corregir las disposiciones, intentando consolidar el poder real frente a la nobleza. Para esta reforma el rey escuchó el consejo de las principales dignidades civiles y religiosas del reino de Navarra, y las mejoras fueron aprobadas en las Cortes de Larrasoaña.
- Con la misma finalidad, favorecieron a la burguesía urbana, incluyendo a sus delegados en las Cortes.
- Procuraron diversas mejoras administrativas, actualizando los registros y haciendo más eficiente la fiscalidad.
- Creación de algunos órganos de gobierno, como el Consejo Real que colaboró con el rey en tareas legislativas y judiciales, la Cort o tribunal superior de justicia.

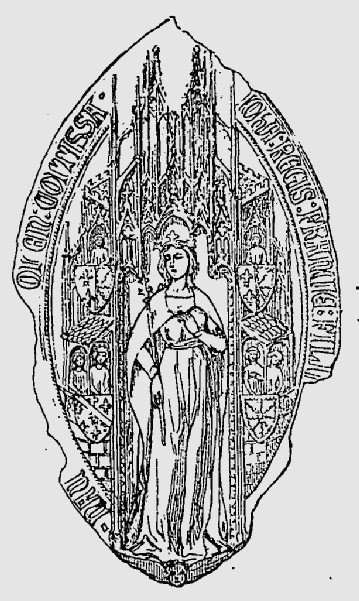
Sello de la reina Juana conservado en la Biblioteca Nacional de París.

### Sociedad de la época
- En esta época comienza a tomar fuerza la burguesía, lo que hace poderosos a los concejos, pero a la vez los pone contra los forasteros, incluyendo en este grupo a judíos, moriscos, etc.
- Es una sociedad abierta a Francia, tanto por los años unidos bajo la misma corona como por el Camino de Santiago, que entra en España por la frontera navarra.
- Se reforma entre los años 1339 y 1344 la Colegiata de Santa María de Roncesvalles, primer edificio puramente gótico de la península, que había sido consagrada en el año 1219.
- En 1349 la Peste negra que recorre Europa, afecta especialmente a las juderías navarras causando infinidad de víctimas.
- La delincuencia en Navarra, entre 1328-1349, era severamente castigada por la justicia. En esos 20 años, y para una población de 53.000 habitantes en el año 1350, se contabilizaron 1636 delitos, de los que aproximadamente el 50 % eran violentos, como homicidios o agresiones, y con una particularidad: el destacado peso del robo.[29]
- De este reinado data el primer testimonio sobre el juego de pelota, correspondiente a la construcción de un tablado en el claustro de los dominicos de Pamplona para que el rey pudiera ver el juego “a la palma”.

### Persecución a los judíos
Comenzó tras la muerte de Carlos I, antes de la llegada de los reyes desde París. Fue un reflejo de las persecuciones existentes en Francia, conocidas como pastorelos. A pesar de los esfuerzos del entonces gobernador de Navarra Pedro Ramón de Rabastens (1326-1328), y de los merinos de Tudela y Estella por mejorar la protección de las juderías (marzo-febrero de 1328), pronto se vieron desbordados por los acontecimientos. Numerosos concejos ante la crisis de autoridad reinante también se lanzaron al saqueo de aljmas y juderías.
Ante los rumores, las aljamas se prepararon para defenderse: Estella, Tudela, Pamplona y Sangüesa reforzaron la guarnición, pero estas precauciones no evitaron el estallido de la revuelta, espoleada por Fray Pedro de Ollogoyen, y a partir del uno de marzo de 1328 los judíos de Artajona, Ribaforada, Buñuel, Cortes... denunciaron la persecución que algunos estaban sufriendo. En Estella, Viana, Villafranca, Puente la Reina, Funes y San Adrián numerosos judíos fueron asesinados, huyendo otros muchos a Aragón dónde les protegió el rey Alfonso IV.
El gobernador trató de contener la revuelta y los propios regentes acudieron con mesnaderos y otros hombres de armas en defensa de los judíos tudelanos, que estaban siendo masacrados.
En abril de 1329, los reyes, ya en Pamplona, nombraron un tribunal especial integrado por el mariscal Juan de Rame, el caballero Guiralt Doignon y el canónigo Vast, para descubrir y sancionar a los autores de los asaltos. El tribunal demostró que los autores de las matanzas no habían sido los pastorelos, acusados por algunos, sino «gentes del reino». Se ordenó a las villas y aldeas y a los particulares la devolución de todo lo robado a los judíos, y sesenta personas de diversas clases sociales y profesiones fueron encarceladas, aunque pronto salieron en libertad sin fianza. Fray Pedro de Ollogoyen, acusado de haber promovido la persecución, fue detenido en Estella y entregado al obispo de Pamplona, quien lo encerró en la cárcel episcopal. Los judíos supervivientes no fueron indemnizados, el importe de las multas fueron a parar a las arcas el reino e igualmente la corona heredó las propiedades de los judíos fallecidos sin herederos.
En 1336, los judíos de la Navarrería de Pamplona fueron obligados a residir en una aljama tapiada.
A pesar de estos trágicos incidientes, durante el reinado de Felipe III y Juana II «se detecta una corriente migratoria procedente de los dominios de la Casa de Evreux» que redunda en las cuentas registradas por el Tesorero real, y que, gracias a tales anotaciones, se siguen sus trayectorias desde los lugares de origen (París, Chartres, Pont-Audemer, Provins, Troyes, Angulemna, Beaucaire o Perpiñán. Serán las aljamas más afectadas tras las matanzas de 1328, Tudela y Estella, las que experimenten un mayor número de llegadas desde Ultrapuertos.

### Guerras

#### El monasterio de Fitero y el castillo de Tudején
En 1334, estalló una guerra con Alfonso XI de Castilla. Era gobernador en Navarra Enrique de Sully (nombrado el 18 de septiembre de 1331). El detonante inmediato del conflicto, el casus belli, no parece claro. Puede que fuera «la posesión del monasterio de Fitero y del castillo de Tudején» según afirmaba Goñi Gaztambide en 1965. En previsión del conflicto, el gobernador de Navarra en 1335 «lo abasteció de víveres y municiones para su defensa.» Lacarra afirmaba sobre el tema: «Un poco impensadamente se enzarzó una guerra en la que intervinieron los tres reinos vecinos de Navarra, Aragón y Castilla. Es curioso que la lucha se desarrolló contra la voluntad de los tres reyes.» Para la Crónica de Alfonso XI el conflicto surge por la actitud del gobernador de Navarra hacia Castilla: «Cataba todas las maneras que podía por volver guerra»
En cualquier caso, los navarros cuentan con la colaboración aragonesa, especialmente del entonces infante Pedro que estaba negociando el matrimonio con María de Navarra y parecía estar sufriendo continuos desencuentros con su madrastra Leonor. Con todo, como afirma Azcárate Aguilar-Amat, posiblemente fueran dos «los principales motivos de fricción»:
- La continua conflictividad sufrida en las fronteras entre Navarra y Castilla, «donde se vive un auténtico clima de guerra» basada en escaramuzas y golpes de mano, más que encuentros abiertos y participativos.
- Las maniobras del gobernador de Navarra, Enrique de Sully, en continuos contactos con nobles castellanos hostiles hacia su rey, con Alfonso de la Cerda a la cabeza.[40]

El conflicto finalizó con el acuerdo de paz firmado en el tratado de Cuevas (Iglesia de Santa María de Cuevas, Viana) el 28 de febrero de 1336. Entre lo estipulado, se reconocía a Navarra la posesión del monasterio de Fitero y la del castillo de Tudején aunque habrá que esperar a 1373 para su solución definitiva.

#### El sitio de Algeciras
Después de la derrota de los Benimerines en la Batalla del Salado, Felipe III participó en una de las guerras contra el rey de Granada, que condujo a la toma de Algeciras, falleciendo en Jerez durante el cerco de esta ciudad en 1343.

### Reinado en solitario
Cuando Carlos había cumplido doce años, recibieron su madre y la familia la noticia del fallecimiento del joven padre el 26 de septiembre de 1343 en Jerez de la Frontera durante el sitio de Algeciras (1342-1344) así como del funeral celebrado en la catedral de Pamplona posterior (29 de octubre). Aunque Felipe III había aceptado el compromiso de las Cortes de Navarra de que le sucediera su primogénito, aún no había cumplido los 21 años acordados ni tampoco había fallecido la reina antes por lo que «los navarros seguían considerando a Juana II como su señora natural». Con todo la monarca navarra no se acerca al reino, aunque tuvo intención de hacerlo, y gobierna desde Evreux. 
En 1344 Juan de Conflans, mariscal de Champaña, es nombrador gobernador de Navarra y ocupará el cargo hasta la llegada de Carlos II en 1350 para su coronación. Le acompañan en su labor Guillem le Soterel, como tesorero, y Martín Enríquez de Lacarra como lugarteniente del reino. Contaban, además, todos ellos con el apoyo del obispo de Pamplona, Arnaldo de Barbazán, que ya había coronado en su día a Felipe y Juana en Pamplona. Se había alcanzado un acuerdo con el obispado, con la mediación del papa Clemente VI, y se había devuelto al obispo el palacio y demás bienes confiscados. Hasta la llegada de Conflans era gobernador de Navarra Guillermo de Brae.
Durante este periodo del reinado de Juana II en Navarra se condena y ejecuta al procurador real Jacques Licras por cohecho y haber acusado y torturado, sin permiso del rey, a varias personas (con fatales consecuencias). Fue apresado el 5 de julio de 1345 por Hugo de Brion, merino de la Ribera, que, pocos años después, también correría la misma suerte. Licras, tras se condenado, fue arrastrado por las calles de Pamplona para ser ahorcado en el prado de Barañáin tras cortarle la lengua.
Otra cuestión relevante estos años sucedió en la frontera meridional de Navarra, entre vecinos de Tudela, Corella y Cintruénigo, de una parte, y vecinos de Alfaro, por otra: al parecer los riojanos habían derribado una presa sobre el río Cañete y varios de ellos resultaron muertos a manos de los navarros. El gobernador Conflans, primero, y el obispo de Pamplona, después mediaron ante Alfonso XI que lograron restablecer la paz sin necesidad de castigar a los navarros.
Por su parte Juana de Navarra, directamente, negociaba los matrimonios de sus hijas con diferentes notables. A diferencia de lo acaecido en otras familias nobles próximas, los Evreux-Navarra forjaron unos fuertes lazos familiares —además de cuidar las alianzas matrimoniales—, una suerte de fraternidad sólida, durante esta etapa que a futuro será un factor diferencial determinante en el gobierno de Carlos II sabedor de la lealtad de sus miembros.

## Fallecimiento

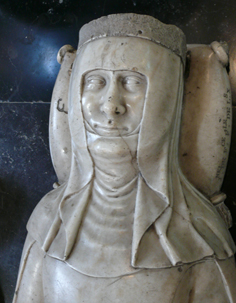
Sepulcro de la Reina Juana en la Basílica de Saint-Denis

Aunque después de haber jurado como reina en 1329 salió a Francia y ya nunca regresó a Navarra, Juana II siguió siendo la reina después de la muerte de su marido y siguió atentamente atendiendo los asuntos de Navarra por correspondencia. Juana finalmente murió por la peste negra que asolaba Europa en su castillo de Bréval, cerca de París, en 1349. En el momento de su muerte fue declarado mayor de edad su hijo Carlos II, que ya tenía 17 años.

## Descendencia
El matrimonio de Juana y Felipe había ocurrido cuando tenían la edad de seis y doce años, respectivamente, y fruto de este habían nacido:
- Juana de Navarra (1325-1387),[50] religiosa en la abadía de Longchamps. El 1329, sus padres la comprometieron en matrimonio con Pedro IV de Aragón a fin de establecer una alianza que asegurara la paz con Aragón. Cuando entró como religiosa, renunció a todos sus derechos dinásticos, y el compromiso con Pedro pasó el 6 de enero de 1336 a su hermana María.[51][52][1][53]
- María de Navarra (1330-1347), casada en 1338 con Pedro IV de Aragón, cuando su hermana mayor renunció a sus derechos y al compromiso con Pedro.[1]
- Blanca de Évreux (1331-1398), casada en 1349 con Felipe VI de Francia.[1]
- Carlos II de Navarra (1332-1387), rey de Navarra como Carlos II.[1]
- Felipe de Navarra (1334-1363), Conde de Longueville.[1]
- Inés de Navarra (1336-1396), casada 4 de agosto de 1349 en París[54] con Gastón III Febus, conde de Foix y vizconde de Bearne.[1]
- Luis de Navarra (c.1337-42-1372). Fue conde de Beaumont-le-Roger. Hay constancia de que era el penúltimo hermano.[1]
- Juana de Navarra (c.1337-42-1403), también conocida como Juana la joven, ya que su hermana mayor también se llamaba Juana; era la más pequeña y fue casada con Juan II, Vizconde de Rohan.[55][1][56]

## Ancestros

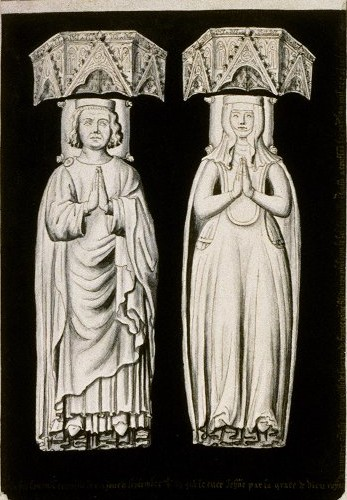
Dibujo de los sepulcros de Felipe III y Juana II en la basílica de Saint-Denis por Roger de Gaignières.

| \| \| \| \| \| \| \| \| \| \| \| \| \| \| \| \| \| \| \| \| 16. San Luis IX de Francia (=14) \| \| \| \| \| \| \| \| \| \| \| \| \| \| \| \| \| \| \| \| \| \| \| \| \| \| \| \| \| \| \| \| \| \| \| \| \| \| \| \| \| \| \| \| \| \| \| \| \| \| \| \| \| \| 8. Felipe III de Francia \| \| \| \| \| \| \| \| \| \| \| \| \| \| \| \| \| \| \| \| \| \| \| \| \| \| \| \| \| \| \| \| \| \| \| \| \| \| \| \| \| \| \| \| \| \| \| \| \| \| \| \| \| \| 17. Margarita de Provenza (=15) \| \| \| \| \| \| \| \| \| \| \| \| \| \| \| \| \| \| \| \| \| \| \| \| \| \| \| \| \| \| \| \| \| \| \| \| \| \| \| \| \| \| \| \| \| \| \| \| \| \| \| \| \| \| 4. Felipe IV de Francia \| \| \| \| \| \| \| \| \| \| \| \| \| \| \| \| \| \| \| \| \| \| \| \| \| \| \| \| \| \| \| \| \| \| \| \| \| \| \| \| \| \| \| \| \| \| \| \| \| \| \| \| \| \| 18. Jaime I de Aragón \| \| \| \| \| \| \| \| \| \| \| \| \| \| \| \| \| \| \| \| \| \| \| \| \| \| \| \| \| \| \| \| \| \| \| \| \| \| \| \| \| \| \| \| \| \| \| \| \| \| \| \| \| \| 9. Isabel de Aragón \| \| \| \| \| \| \| \| \| \| \| \| \| \| \| \| \| \| \| \| \| \| \| \| \| \| \| \| \| \| \| \| \| \| \| \| \| \| \| \| \| \| \| \| \| \| \| \| \| \| \| \| \| \| 19. Violante de Hungría \| \| \| \| \| \| \| \| \| \| \| \| \| \| \| \| \| \| \| \| \| \| \| \| \| \| \| \| \| \| \| \| \| \| \| \| \| \| \| \| \| \| \| \| \| \| \| \| \| \| \| \| \| \| 2. Luis I de Navarra \| \| \| \| \| \| \| \| \| \| \| \| \| \| \| \| \| \| \| \| \| \| \| \| \| \| \| \| \| \| \| \| \| \| \| \| \| \| \| \| \| \| \| \| \| \| \| \| \| \| \| \| \| \| 20. Teobaldo I de Navarra \| \| \| \| \| \| \| \| \| \| \| \| \| \| \| \| \| \| \| \| \| \| \| \| \| \| \| \| \| \| \| \| \| \| \| \| \| \| \| \| \| \| \| \| \| \| \| \| \| \| \| \| \| \| 10. Enrique I de Navarra \| \| \| \| \| \| \| \| \| \| \| \| \| \| \| \| \| \| \| \| \| \| \| \| \| \| \| \| \| \| \| \| \| \| \| \| \| \| \| \| \| \| \| \| \| \| \| \| \| \| \| \| \| \| 21. Margarita de Borbón \| \| \| \| \| \| \| \| \| \| \| \| \| \| \| \| \| \| \| \| \| \| \| \| \| \| \| \| \| \| \| \| \| \| \| \| \| \| \| \| \| \| \| \| \| \| \| \| \| \| \| \| \| \| 5. Juana I de Navarra \| \| \| \| \| \| \| \| \| \| \| \| \| \| \| \| \| \| \| \| \| \| \| \| \| \| \| \| \| \| \| \| \| \| \| \| \| \| \| \| \| \| \| \| \| \| \| \| \| \| \| \| \| \| 22. Roberto I de Artois \| \| \| \| \| \| \| \| \| \| \| \| \| \| \| \| \| \| \| \| \| \| \| \| \| \| \| \| \| \| \| \| \| \| \| \| \| \| \| \| \| \| \| \| \| \| \| \| \| \| \| \| \| \| 11. Blanca de Artois \| \| \| \| \| \| \| \| \| \| \| \| \| \| \| \| \| \| \| \| \| \| \| \| \| \| \| \| \| \| \| \| \| \| \| \| \| \| \| \| \| \| \| \| \| \| \| \| \| \| \| \| \| \| 23. Matilde de Brabante \| \| \| \| \| \| \| \| \| \| \| \| \| \| \| \| \| \| \| \| \| \| \| \| \| \| \| \| \| \| \| \| \| \| \| \| \| \| \| \| \| \| \| \| \| \| \| \| \| \| \| \| \| \| 1. Juana II de Navarra \| \| \| \| \| \| \| \| \| \| \| \| \| \| \| \| \| \| \| \| \| \| \| \| \| \| \| \| \| \| \| \| \| \| \| \| \| \| \| \| \| \| \| \| \| \| \| \| \| \| \| \| \| \| 24. Odón III de Borgoña \| \| \| \| \| \| \| \| \| \| \| \| \| \| \| \| \| \| \| \| \| \| \| \| \| \| \| \| \| \| \| \| \| \| \| \| \| \| \| \| \| \| \| \| \| \| \| \| \| \| \| \| \| \| 12. Hugo IV de Borgoña \| \| \| \| \| \| \| \| \| \| \| \| \| \| \| \| \| \| \| \| \| \| \| \| \| \| \| \| \| \| \| \| \| \| \| \| \| \| \| \| \| \| \| \| \| \| \| \| \| \| \| \| \| \| 25. Alicia de Vergy \| \| \| \| \| \| \| \| \| \| \| \| \| \| \| \| \| \| \| \| \| \| \| \| \| \| \| \| \| \| \| \| \| \| \| \| \| \| \| \| \| \| \| \| \| \| \| \| \| \| \| \| \| \| 6. Roberto II de Borgoña \| \| \| \| \| \| \| \| \| \| \| \| \| \| \| \| \| \| \| \| \| \| \| \| \| \| \| \| \| \| \| \| \| \| \| \| \| \| \| \| \| \| \| \| \| \| \| \| \| \| \| \| \| \| 26. Roberto III de Dreux \| \| \| \| \| \| \| \| \| \| \| \| \| \| \| \| \| \| \| \| \| \| \| \| \| \| \| \| \| \| \| \| \| \| \| \| \| \| \| \| \| \| \| \| \| \| \| \| \| \| \| \| \| \| 13. Violante de Dreux \| \| \| \| \| \| \| \| \| \| \| \| \| \| \| \| \| \| \| \| \| \| \| \| \| \| \| \| \| \| \| \| \| \| \| \| \| \| \| \| \| \| \| \| \| \| \| \| \| \| \| \| \| \| 27. Leonor de Saint-Valéry \| \| \| \| \| \| \| \| \| \| \| \| \| \| \| \| \| \| \| \| \| \| \| \| \| \| \| \| \| \| \| \| \| \| \| \| \| \| \| \| \| \| \| \| \| \| \| \| \| \| \| \| \| \| 3. Margarita de Borgoña \| \| \| \| \| \| \| \| \| \| \| \| \| \| \| \| \| \| \| \| \| \| \| \| \| \| \| \| \| \| \| \| \| \| \| \| \| \| \| \| \| \| \| \| \| \| \| \| \| \| \| \| \| \| 28. Luis VIII de Francia \| \| \| \| \| \| \| \| \| \| \| \| \| \| \| \| \| \| \| \| \| \| \| \| \| \| \| \| \| \| \| \| \| \| \| \| \| \| \| \| \| \| \| \| \| \| \| \| \| \| \| \| \| \| 14. San Luis IX de Francia (=16) \| \| \| \| \| \| \| \| \| \| \| \| \| \| \| \| \| \| \| \| \| \| \| \| \| \| \| \| \| \| \| \| \| \| \| \| \| \| \| \| \| \| \| \| \| \| \| \| \| \| \| \| \| \| 29. Blanca de Castilla \| \| \| \| \| \| \| \| \| \| \| \| \| \| \| \| \| \| \| \| \| \| \| \| \| \| \| \| \| \| \| \| \| \| \| \| \| \| \| \| \| \| \| \| \| \| \| \| \| \| \| \| \| \| 7. Inés de Francia \| \| \| \| \| \| \| \| \| \| \| \| \| \| \| \| \| \| \| \| \| \| \| \| \| \| \| \| \| \| \| \| \| \| \| \| \| \| \| \| \| \| \| \| \| \| \| \| \| \| \| \| \| \| 30. Ramón Berenguer V de Provenza \| \| \| \| \| \| \| \| \| \| \| \| \| \| \| \| \| \| \| \| \| \| \| \| \| \| \| \| \| \| \| \| \| \| \| \| \| \| \| \| \| \| \| \| \| \| \| \| \| \| \| \| \| \| 15. Margarita de Provenza (=17) \| \| \| \| \| \| \| \| \| \| \| \| \| \| \| \| \| \| \| \| \| \| \| \| \| \| \| \| \| \| \| \| \| \| \| \| \| \| \| \| \| \| \| \| \| \| \| \| \| \| \| \| \| \| 31. Beatriz de Saboya \| \| \| \| \| \| \| \| \| \| \| \| \| \| \| \| \| \| \| \| \| \| \| \| \| \| \| \| \| \| \| \| \| \| \| \| \| \| \| \| \| \| \| \| \| \| \| \| \| \| \| \| |                                   |  |  |  |  |  |  |  |  |  |  |  |  |  |  |  |
| |                                   |  |  |  |  |  |  |  |  |  |  |  |  |  |  |  |
| | 16. San Luis IX de Francia (=14)  |  |  |  |  |  |  |  |  |  |  |  |  |  |  |  |
| |                                   |  |  |  |  |  |  |  |  |  |  |  |  |  |  |  |
| |                                   |  |  |  |  |  |  |  |  |  |  |  |  |  |  |  |
| | 8. Felipe III de Francia          |  |  |  |  |  |  |  |  |  |  |  |  |  |  |  |
| |                                   |  |  |  |  |  |  |  |  |  |  |  |  |  |  |  |
| |                                   |  |  |  |  |  |  |  |  |  |  |  |  |  |  |  |
| | 17. Margarita de Provenza (=15)   |  |  |  |  |  |  |  |  |  |  |  |  |  |  |  |
| |                                   |  |  |  |  |  |  |  |  |  |  |  |  |  |  |  |
| |                                   |  |  |  |  |  |  |  |  |  |  |  |  |  |  |  |
| | 4. Felipe IV de Francia           |  |  |  |  |  |  |  |  |  |  |  |  |  |  |  |
| |                                   |  |  |  |  |  |  |  |  |  |  |  |  |  |  |  |
| |                                   |  |  |  |  |  |  |  |  |  |  |  |  |  |  |  |
| | 18. Jaime I de Aragón             |  |  |  |  |  |  |  |  |  |  |  |  |  |  |  |
| |                                   |  |  |  |  |  |  |  |  |  |  |  |  |  |  |  |
| |                                   |  |  |  |  |  |  |  |  |  |  |  |  |  |  |  |
| | 9. Isabel de Aragón               |  |  |  |  |  |  |  |  |  |  |  |  |  |  |  |
| |                                   |  |  |  |  |  |  |  |  |  |  |  |  |  |  |  |
| |                                   |  |  |  |  |  |  |  |  |  |  |  |  |  |  |  |
| | 19. Violante de Hungría           |  |  |  |  |  |  |  |  |  |  |  |  |  |  |  |
| |                                   |  |  |  |  |  |  |  |  |  |  |  |  |  |  |  |
| |                                   |  |  |  |  |  |  |  |  |  |  |  |  |  |  |  |
| | 2. Luis I de Navarra              |  |  |  |  |  |  |  |  |  |  |  |  |  |  |  |
| |                                   |  |  |  |  |  |  |  |  |  |  |  |  |  |  |  |
| |                                   |  |  |  |  |  |  |  |  |  |  |  |  |  |  |  |
| | 20. Teobaldo I de Navarra         |  |  |  |  |  |  |  |  |  |  |  |  |  |  |  |
| |                                   |  |  |  |  |  |  |  |  |  |  |  |  |  |  |  |
| |                                   |  |  |  |  |  |  |  |  |  |  |  |  |  |  |  |
| | 10. Enrique I de Navarra          |  |  |  |  |  |  |  |  |  |  |  |  |  |  |  |
| |                                   |  |  |  |  |  |  |  |  |  |  |  |  |  |  |  |
| |                                   |  |  |  |  |  |  |  |  |  |  |  |  |  |  |  |
| | 21. Margarita de Borbón           |  |  |  |  |  |  |  |  |  |  |  |  |  |  |  |
| |                                   |  |  |  |  |  |  |  |  |  |  |  |  |  |  |  |
| |                                   |  |  |  |  |  |  |  |  |  |  |  |  |  |  |  |
| | 5. Juana I de Navarra             |  |  |  |  |  |  |  |  |  |  |  |  |  |  |  |
| |                                   |  |  |  |  |  |  |  |  |  |  |  |  |  |  |  |
| |                                   |  |  |  |  |  |  |  |  |  |  |  |  |  |  |  |
| | 22. Roberto I de Artois           |  |  |  |  |  |  |  |  |  |  |  |  |  |  |  |
| |                                   |  |  |  |  |  |  |  |  |  |  |  |  |  |  |  |
| |                                   |  |  |  |  |  |  |  |  |  |  |  |  |  |  |  |
| | 11. Blanca de Artois              |  |  |  |  |  |  |  |  |  |  |  |  |  |  |  |
| |                                   |  |  |  |  |  |  |  |  |  |  |  |  |  |  |  |
| |                                   |  |  |  |  |  |  |  |  |  |  |  |  |  |  |  |
| | 23. Matilde de Brabante           |  |  |  |  |  |  |  |  |  |  |  |  |  |  |  |
| |                                   |  |  |  |  |  |  |  |  |  |  |  |  |  |  |  |
| |                                   |  |  |  |  |  |  |  |  |  |  |  |  |  |  |  |
| | 1. Juana II de Navarra            |  |  |  |  |  |  |  |  |  |  |  |  |  |  |  |
| |                                   |  |  |  |  |  |  |  |  |  |  |  |  |  |  |  |
| |                                   |  |  |  |  |  |  |  |  |  |  |  |  |  |  |  |
| | 24. Odón III de Borgoña           |  |  |  |  |  |  |  |  |  |  |  |  |  |  |  |
| |                                   |  |  |  |  |  |  |  |  |  |  |  |  |  |  |  |
| |                                   |  |  |  |  |  |  |  |  |  |  |  |  |  |  |  |
| | 12. Hugo IV de Borgoña            |  |  |  |  |  |  |  |  |  |  |  |  |  |  |  |
| |                                   |  |  |  |  |  |  |  |  |  |  |  |  |  |  |  |
| |                                   |  |  |  |  |  |  |  |  |  |  |  |  |  |  |  |
| | 25. Alicia de Vergy               |  |  |  |  |  |  |  |  |  |  |  |  |  |  |  |
| |                                   |  |  |  |  |  |  |  |  |  |  |  |  |  |  |  |
| |                                   |  |  |  |  |  |  |  |  |  |  |  |  |  |  |  |
| | 6. Roberto II de Borgoña          |  |  |  |  |  |  |  |  |  |  |  |  |  |  |  |
| |                                   |  |  |  |  |  |  |  |  |  |  |  |  |  |  |  |
| |                                   |  |  |  |  |  |  |  |  |  |  |  |  |  |  |  |
| | 26. Roberto III de Dreux          |  |  |  |  |  |  |  |  |  |  |  |  |  |  |  |
| |                                   |  |  |  |  |  |  |  |  |  |  |  |  |  |  |  |
| |                                   |  |  |  |  |  |  |  |  |  |  |  |  |  |  |  |
| | 13. Violante de Dreux             |  |  |  |  |  |  |  |  |  |  |  |  |  |  |  |
| |                                   |  |  |  |  |  |  |  |  |  |  |  |  |  |  |  |
| |                                   |  |  |  |  |  |  |  |  |  |  |  |  |  |  |  |
| | 27. Leonor de Saint-Valéry        |  |  |  |  |  |  |  |  |  |  |  |  |  |  |  |
| |                                   |  |  |  |  |  |  |  |  |  |  |  |  |  |  |  |
| |                                   |  |  |  |  |  |  |  |  |  |  |  |  |  |  |  |
| | 3. Margarita de Borgoña           |  |  |  |  |  |  |  |  |  |  |  |  |  |  |  |
| |                                   |  |  |  |  |  |  |  |  |  |  |  |  |  |  |  |
| |                                   |  |  |  |  |  |  |  |  |  |  |  |  |  |  |  |
| | 28. Luis VIII de Francia          |  |  |  |  |  |  |  |  |  |  |  |  |  |  |  |
| |                                   |  |  |  |  |  |  |  |  |  |  |  |  |  |  |  |
| |                                   |  |  |  |  |  |  |  |  |  |  |  |  |  |  |  |
| | 14. San Luis IX de Francia (=16)  |  |  |  |  |  |  |  |  |  |  |  |  |  |  |  |
| |                                   |  |  |  |  |  |  |  |  |  |  |  |  |  |  |  |
| |                                   |  |  |  |  |  |  |  |  |  |  |  |  |  |  |  |
| | 29. Blanca de Castilla            |  |  |  |  |  |  |  |  |  |  |  |  |  |  |  |
| |                                   |  |  |  |  |  |  |  |  |  |  |  |  |  |  |  |
| |                                   |  |  |  |  |  |  |  |  |  |  |  |  |  |  |  |
| | 7. Inés de Francia                |  |  |  |  |  |  |  |  |  |  |  |  |  |  |  |
| |                                   |  |  |  |  |  |  |  |  |  |  |  |  |  |  |  |
| |                                   |  |  |  |  |  |  |  |  |  |  |  |  |  |  |  |
| | 30. Ramón Berenguer V de Provenza |  |  |  |  |  |  |  |  |  |  |  |  |  |  |  |
| |                                   |  |  |  |  |  |  |  |  |  |  |  |  |  |  |  |
| |                                   |  |  |  |  |  |  |  |  |  |  |  |  |  |  |  |
| | 15. Margarita de Provenza (=17)   |  |  |  |  |  |  |  |  |  |  |  |  |  |  |  |
| |                                   |  |  |  |  |  |  |  |  |  |  |  |  |  |  |  |
| |                                   |  |  |  |  |  |  |  |  |  |  |  |  |  |  |  |
| | 31. Beatriz de Saboya             |  |  |  |  |  |  |  |  |  |  |  |  |  |  |  |
| |                                   |  |  |  |  |  |  |  |  |  |  |  |  |  |  |  |
| |                                   |  |  |  |  |  |  |  |  |  |  |  |  |  |  |  |

## Balance del reinado: viejas y nuevas prácticas de gobierno
El reinado de Juana II y Felipe III, quedó definido como «un paréntesis entre etapas de considerable turbulencia y, al mismo tiempo, como el principio y el fin de muchos acontecimientos.» Felipe III propició reformas jurídicas que sirvieron de adelanto a las transformaciones llegadas posteriormente, impulsando al mismo tiempo las reuniones de las Cortes navarras. A modo de contraste, el posterior reinado de Carlos II abriría un período de «expectativas casi ilimitadas y audaces propuestas e intervenciones que, si bien a la postre resultaron casi siempre y finalmente fracasadas, permitieron sin embargo manifestar la modernindad social y estructural del reino, y su enorme capacidad de adaptación y respuesta, aun en los momentos más difíciles.»
La llegada del nuevo linaje de Evreux-Navarra «era un signo de los tiempos» de cambios que afectaron a toda Europa y, con ello, también a Navarra, en una dinámica de configuración «de un mapa de naciones-estado más preocupadas de sí mismas que de los antiguos mensajes de fraternidad universal bajo el espíritu religioso, empeñadas en modernizar las estructuras internas, políticas y administrativas para poder afirmar su propia identidad.» Felipe III y Juana II bien pudieron ser reyes de Francia y aunque su actitud conciliadora y negociadora supuso una etapa de sosiego, las consecuencias del cambio dinástico operado en Francia distaban mucho de estar resueltas como lo pondría de manifiesto «el prolongado conflicto de la Guerra de los Cien Años» que sirvió para sembrar «un nuevo mapa europeo cuyos fundamentos ideológicos darían frutos de vital importancia histórica durante varias centurias.»
Con el ascenso al trono de Navarra de los primeros Evreux, Juana II y Felipe III, se puso de manifiesto dos diferentes concepciones del poder:
- la manejada por los reyes como consecuencia de su formación francesa
- la tradicional en Navarra «desde hacía más de un siglo en torno al teórico pacto entre el rey y el reino» cuyo ceremonial estaba registrado en el Fuero General de Navarra donde se establecía el desarrollo del juramento regio.[60]

Los nuevos monarcas, de origen capeto, arrastraban consigo «una visión teleológica de su poder», sin que fuera «posible eliminar ciertos elementos simbólicos en el mismo momento del acceso al trono», de coronarse como reyes. Ambos monarcas, Juana II y Felipe III, «incluyeron elementos propios del ceremonial capeto en los actos y celebraciones de su acceso al trono; elementos que no obstante no fueron recogidos en el acta que del juramento levantaron los notarios por orden de las buenas villas, simplemente porque el acto que en Navarra se había considerado como de validez jurídica y que otorgaba el acceso al trono era el juramento regio.» Con rotundidad se puede afirmar que ambos fueron coronados, quizás también ungidos «al modo francés, porque ambos actos serían para ellos, en cambio, los hechos jurídicos primordiales que legitimaban su llegada al poder.»
Durante la unión a la Francia capeta, la corona de Navarra conformaba de facto un “principado” bastante singular gobernado por un príncipe francés… del Norte. Este el contexto regio cambia en 1328 con la llegada de los nuevos monarcas. Desde 1234 la Corona navarra, por vía femenina, había recaído en príncipes franceses, con la llegada de la Casa de Champaña. Tras ellos vendrían la Casa de los Capetos, también por vía femenina: la reina Juana I (hija de Enrique I de Navarra y Blanca de Artois) casará con el rey Felipe IV de Francia. Desde 1305 (muerte de Juana), y sobre todo desde 1316 (muerte de Luis I, X de Francia), la irregularidad sucesoria marca la situación política de Navarra que se cierra en 1328 donde ambas coronas seguirán rumbos propios. Con los reyes de la Casa de Champaña se inauguró este nuevo sistema de ausencias y designación de sustitutos (senescales, gobernadores). Las cifras son conocidas. De la Casa de Champaña el tiempo de ausencia durante su reinado fue:
- Teobaldo I un 60%;
- Teobaldo II un 80%
- Enrique I un 60%.[62]

Con la Casa de los Capetos, en más de 50 años solo uno se trasladó a Navarra durante 4 meses, en 1307. Durante esta etapa la gestión del reino era equiparable con cualquier otro espacio del dominio regio francés. Se produjo una anulación práctica y progresiva de la realeza propia, por más que la historiografía navarra haya insistido en la separación de reinos y jurisdicciones y la sola unificación de la persona regia. Estas circunstancias explican, en buena parte, la rebeldía de las fuerzas sociales del reino, particularmente en los años finales del siglo XIII y primeros años del XIV: el proceso que desemboca en el llamado “golpe de estado” de 1328. Lógicamente, también explican el recelo y la complejidad social y política que afrontan Juana II y Felipe III en aquel momento donde recogen una realeza herida, dañada pero no tanto por el derecho la sucesión, como por el deterioro que la institución regia misma había sufrido en el último siglo, particularmente para las dos generaciones previas a 1328.
Cuando llega la Casa de Evreux se enfrenta principalmente a tres contratiempos:
- una seria fractura social con total falta de sintonía entre la realeza y la clase nobiliaria por el intenso deterioro padecido durante la etapa anterior.
- un desconocimiento de la realidad del reino recién heredado aunque los resortes de gestión reforzados por los champañeses e intensamente engrasados por los Capeto los provean de medios adecuados para conocerla.
- una urgente necesidad de estabilidad porque son señores de otros principados relevantes en Francia, esencialmente el condado de Evreux, estratégicamente situado entre París y la costa atlántica.

Por otra parte, cuentan con otras tres ventajas sustanciosas:
- La primera, y más contundente, una legitimidad incontestable: Juana es la señora “natural”, la que “debe reinar”, como señalan los textos ligados a las etapas de acceso al trono y emanados de las asambleas que han debatido la sucesión.
- La segunda es la presencia misma de los reyes: aunque ambos inician las negociaciones a través de delegados pronto se presentan en el reino (mayo de 1329) iniciando un proceso de reinstalación regia que hasta 1361 tendrá aún grandes vaivenes pero ofrece una imagen más cercana a sus súbditos. Cuando Carlos II inicie su reinado se acercará brevemente para esa toma de contacto teniendo ocasión aún de experimentar esta fractura social. Véase La justicia de Miluce (1351).
- Finalmente, cuentan con instrumentos de gobierno eficaces, pulidos durante todo en el período capeto, marcando una diferencia relevante respecto a los champañeses un siglo antes.

Estas cuestiones sirve de base para explicar:
- el nuevo lenguaje político que adoptan expresado esencialmente en las intitulaciones y las justificaciones de la acción regia.
- la atención a cuestiones suntuarias: escenarios de la majestad, ceremonial, proyecciones de la imagen regia en sellos y monedas, embellecimiento y enaltecimiento de los escritos esenciales de la corona.
- el cuidado prestado al el entorno personal destinado al prestigio propio y de la corona: hostales, séquito, actividad de la corte regia.